# Лютер (Мічиган)
Лютер (англ. Luther) — селище (англ. village) в США, в окрузі Лейк штату Мічиган. Населення — 332 особи (2020).

## Географія
Лютер розташований за координатами 44°2′20″ пн. ш. 85°40′59″ зх. д. / 44.03889° пн. ш. 85.68306° зх. д. (44.038779, -85.683001).  За даними Бюро перепису населення США в 2010 році селище мало площу 2,41 км², з яких 2,38 км² — суходіл та 0,03 км² — водойми. В 2017 році площа становила 2,55 км², з яких 2,53 км² — суходіл та 0,03 км² — водойми.

## Демографія
Згідно з переписом 2010 року, у селищі мешкало 318 осіб у 137 домогосподарствах у складі 84 родин. Густота населення становила 132 особи/км².  Було 190 помешкань (79/км²).
Расовий склад населення:
| - 95,9 % — білих - 1,9 % — корінних американців - 0,3 % — чорних або афроамериканців |

До двох чи більше рас належало 1,9 %. Частка іспаномовних становила 2,8 % від усіх жителів.
За віковим діапазоном населення розподілялося таким чином: 24,5 % — особи молодші 18 років, 57,3 % — особи у віці 18—64 років, 18,2 % — особи у віці 65 років та старші. Медіана віку мешканця становила 40,8 року. На 100 осіб жіночої статі у селищі припадало 93,9 чоловіків;  на 100 жінок у віці від 18 років та старших — 98,3 чоловіків також старших 18 років.
Середній дохід на одне домашнє господарство  становив 33 103 долари США (медіана — 27 500), а середній дохід на одну сім'ю — 36 968 доларів (медіана — 36 042). Медіана доходів становила 34 583 долари для чоловіків та 25 125 доларів для жінок. За межею бідності перебувало 37,0 % осіб, у тому числі 50,9 % дітей у віці до 18 років та 38,5 % осіб у віці 65 років та старших.
Цивільне працевлаштоване населення становило 99 осіб. Основні галузі зайнятості: науковці, спеціалісти, менеджери — 16,2 %, роздрібна торгівля — 15,2 %, виробництво — 11,1 %, мистецтво, розваги та відпочинок — 10,1 %.